# Бернасовская, Виктория Петровна
Виктория Петровна Бернасовская (13 ноября 1917 — 10 апреля 1983) — русская советская писательница и преподаватель. Член Союза писателей УССР (с 1963 года).

## Биография
Виктория Бернасовская родилась 13 ноября 1917 года в Москве. В 1948 году окончила Винницкий педагогический институт (ныне — Винницкий государственный педагогический университет). После окончания института осталась работать на кафедре русской литературы. С 1952 года работала преподавателем в средней школе.
Прозаические произведения Бернасовская начала печатать с 1950 года. Писала на русском языке. Наиболее известная повесть «В комендантский час» посвящена антифашистской борьбе в оккупированном немцами городе. В другой повести под названием «Слышите: звонок!» поднимается проблема воспитания молодого поколения. В 1963 году Бернасовская стала членом Союза писателей УССР.
Умерла 10 апреля 1983 года в Киеве.
Младшая сестра, Елизавета Бернасовская (1925—2002), стала врачом-микробиологом, доктор медицинских наук (1976), профессор (1981).